# Graduate Management Admission Test
El Graduate Management Admission Test (Examen de admisión para graduados en gestión de empresas; GMAT, pronunciado gi-mat) es un examen estandarizado en idioma inglés para medir la aptitud necesaria para cursar estudios de negocios de nivel graduado. Las escuelas de negocios por lo general utilizan el examen como uno de los varios criterios de selección para aceptar alumnos a un programa de MBA.
La puntuación combina los resultados de las secciones analítica y de lengua inglesa del examen, y se evalúa en una escala que va de 200 a 800 puntos. Desde el año 2006, las tasas a abonar para realizar el examen son de US $250.

## El examen
La validez del examen es de cinco años, contados desde la fecha en que se dio el examen.

### Evaluación de capacidades de escritura analítica
La sección del examen de "Evaluación de capacidades de escritura analítica" (en inglés: Analytical Writing Assessment (AWA)) consiste en la escritura de dos ensayos. En el primero, el estudiante debe analizar un argumento y en el segundo debe analizar un tema. Se dispone de un plazo máximo de 30 minutos para escribir cada ensayo, cada ensayo es evaluado por dos evaluadores en una escala de 0 a 6, con incrementos de 0.5 puntos y un valor medio de 4.1. Si las dos puntuaciones de cada ensayo se encuentran uno de otro en un rango menor a un punto, entonces son promediadas. Si hay más de un punto de diferencia los ensayos son evaluados por un tercer evaluador.
El primer lector es Intellimetric, un programa de computadora desarrollado por Vantage Learning, que analiza la escritura y la sintaxis. Los otros dos lectores son humanos, que evalúan la calidad de las ideas de la persona examinada y su habilidad para organizar, desarrollar y expresar ideas con sustento adecuado. Si bien el dominio de las convenciones del lenguaje inglés escrito es tomado en cuenta en la puntuación, se toleran pequeños errores y los evaluadores especialmente consideran aquellos casos en que el inglés no es la lengua materna del examinado.

### Secciones cuantitativa y de lengua
La sección cuantitativa consiste en 37 preguntas de tipo elección múltiple, que deben ser respondidas en 75 minutos. Existen dos tipos de preguntas: resolución de problemas y suficiencia de datos. La sección cuantitativa es evaluada con una puntuación de 0 a 60 puntos y el valor promedio hoy en día es 35.0/60.
La sección de lengua consiste de 41 preguntas de tipo elección múltiple, que deben ser respondidas en 75 minutos. Existen tres tipos de preguntas: corrección de oraciones, razonamiento crítico y comprensión de lectura. La sección de lengua es evaluada con una puntuación de 0 a 60 puntos y el valor promedio hoy en día es 27.3/60.
La "Puntuación Total", se compone de las puntuaciones obtenidas en las secciones cuantitativa y de lengua, no incluye la puntuación de la "Evaluación de capacidades de escritura analítica" (AWA), y la puntuación se encuentra en un rango de 200 a 800. La distribución de puntuaciones se aproxima a una curva campana con una distribución estándar de aproximadamente 100 puntos, lo cual significa que el examen ha sido diseñado para que el 68% de los examinados obtengan puntuaciones entre 400 y 600, mientras que según el diseño original la puntuación promedio era próximo a 500 puntos. La puntuación promedio durante el período 2005/2006 fue 533.
Las secciones cuantitativa y de lengua son pruebas computarizadas adaptativas. Las primeras preguntas de cada sección poseen un grado de dificultad correspondiente a una puntuación de 500 puntos. El examinado realiza el examen mediante una computadora, que va evaluando permanentemente las respuestas que da el examinado, si el examinado responde correctamente, entonces las próximas preguntas son un poco más difíciles. Si el examinado responde en forma incorrecta, entonces las próximas preguntas son ligeramente más fáciles. Las preguntas las toma el programa de una gran base de datos de preguntas que posee, y el programa elige cuales realizar según sea el desempeño del examinado en las preguntas previas (por ello se dice que el examen es adaptativo, o sea adapta las preguntas según sea la capacidad que vaya demostrando el examinado). Las preguntas son renovadas con regularidad para asegurar que no se puedan memorizar u aprender a partir de exámenes previos.
Todas las preguntas deben responderse ya que de otra manera el algoritmo adaptativo no brindará una nueva pregunta hasta que no se haya respondido la anterior, aquellas preguntas que al final no puedan ser formuladas por falta de tiempo (o sea permanezcan en blanco) restan más puntos que si se hubieran respondido incorrectamente. Esto es distinto del mecanismo existente en la evaluación del SAT, donde se penaliza la pregunta incorrecta. En cada sección del examen también se incluyen algunas preguntas experimentales, cuya puntuación no cuenta para la puntuación total, pero que permiten calibrar la dificultad de la pregunta para luego poderla utilizar en futuros exámenes.

## Puntuación requerida por las escuelas de negocio
En la mayoría de las escuelas de negocios no existe una mínima puntuación requerida para ser admitido en su escuela, aunque a menudo proporcionan información detallada sobre las puntuaciones en el GMAT de los alumnos que fueron aceptados en cursos anteriores. Por ejemplo, las escuelas por lo general indican cual fue la puntuación media y/o mediana, el rango donde se encuentra el 80% de los alumnos y más información, que se puede utilizar como guía.
En la mayoría de las más destacadas escuelas de negocios que se indican en las revistas de negocios y servicios de evaluación de escuelas, las puntuaciones promedian valores en el rango 650 puntos a 740 puntos. Ejemplos:
- Stanford: 730
- Harvard: 724
- Chicago Booth: 721
- Wharton: 718
- Tuck: 716
- Columbia: 716
- Kellogg: 715
- INSEAD: 704
- London Business School: 700
- IESE: 690[5]
- IE: 680
- ESADE: 670
- Warwick Business School: 645

Sin embargo, algunas de ellas todos los años aceptan alumnos con GMATs de incluso menos de 600.